# 阮玉永禎
阮玉永禎（越南语：／；1824年6月21日—1892年4月18日），字仲卿（越南语：／），号月亭（越南语：／），越南阮朝明命帝第18女，生母淑嬪阮氏寶。越南阮朝女詩人。以「月亭」之名為人所知。

## 生平
明命五年五月二十五日（1824年6月21日），阮玉永禎在順化出生。年少的時候，她便十分聰明，性格純真。初始時她在宮中跟隨女史學習。稍大以後，喜歡上吟詠詩詞，兄長阮福綿審則教她唐律。嗣德三年（1850年），阮玉永禎下嫁駙馬都尉范登述，他是德國公范登興之子、儀天章皇后范氏姮的幼弟。
阮玉永禎和范登述感情十分恩愛，經常連詞成句，相互作詩唱和，時常有佳作產生，受到從善王等兄長的稱讚。
嗣德十一年（1858年），法國入侵沱㶞，拉開南圻遠征的序幕。嗣德十四年（1861年），駙馬范登述奉密詔前往南圻嘉定抵抗法軍的侵略，戰敗陣亡。嗣德帝追贈范登述為光祿寺卿，並按公主的要求，將駙馬棺柩送回京城安葬。按照阮朝制度，公主去世後，需要歸葬皇室，不能葬入夫家。阮玉永禎上疏嗣德帝，請求在駙馬墓地旁自行營造公主生壙，以求死後與駙馬同葬一處。
嗣德二十二年（1869年），嗣德帝冊封阮玉永禎為歸德公主（越南语：／）。嗣德二十八年（1875年），阮玉永禎為身後打算，請求援公主阮氏玉璣例，以墓地所在楊春社之民監祀。成泰四年三月二十二日（1892年4月18日），公主去世，壽六十九歲，諡美淑。
公主去世以後，朝廷令社民范玉稀主祀，范玉稀去世後，暫時由從善王之子阮福洪膏權理三年，後交由范玉稀之子范玉隨主祀。

## 文學
阮玉永禎熱愛寫詩，著有《月亭詩草》，與两个妹妹叔卿、季卿并称阮朝三卿（越南语：／）。

## 家庭
阮玉永禎與駙馬范登述育有一女，名范氏琬羅，但幼年夭折。後以駙馬之侄范登進（范登紹之子）為養子，襲封檢校都尉，官至廣平布政使。但范登進為人不堪，阮玉永禎與之斷絕收養關係。